# 岩田奏
岩田 奏（いわた かなで、2008年11月22日 - ）は、日本の俳優。東京都出身。 スターダストプロモーション第二事業部所属。

## 略歴
2023年、劇場公開した映画『雑魚どもよ、大志を抱け!』で俳優デビュー。
2023年、ドラマ『姪のメイ』にて14歳でテレビドラマ初出演を果たした。

## 人物
特技はドラム（6歳～）。趣味はギター、シャーペン、読書、キャンプ、散歩、手漕ぎボート。

## 出演

### 映画
- 雑魚どもよ、大志を抱け!（2023年3月24日公開)  - 西野聡 役
- 初級演技レッスン（2025年2月22日公開、第21回SKIPシティ国際Dシネマ映画祭2024オープニング上映作品）  - 野島一晟 役[2]
- ひとりたび（第29回釜⼭国際映画祭コンペティション部⾨出品作品 2025年日本公開予定)  - 荻野圭一 役[3]
- 消滅世界（2025年11月28日公開予定） - 謎の少年 役[4][5]

### テレビドラマ
- 姪のメイ（2023年9月8日 - 10月13日、テレビ東京） -  平田純 役[6]
- 藤子・F・不二雄 SF短編ドラマ シーズン2「アン子 大いに怒る」（2024年4月21日、NHK BS）[7] - 洋二 役
- 連続テレビ小説 『虎に翼』（2024年8月27日 - 28日、NHK）  - 益岡良助 役

### Webドラマ
- ASICS WORKING ショートドラマ 「シゴトはもっと楽しめる」第3話「きっと誰かがあなたを」（2024年） - 祐樹 役

### バラエティ番組
- 超無敵クラス（2023年8月20日 - 、日本テレビ）

### CM
- NTT東日本グループCM「つぎのイノベーション」教育篇[8]（2025年）